# Satcitananda
Satcitānanda, Satchitānanda, ou Sat-chit-ānanda (em sânscrito: सच्चिदानन्द) "existência, consciência, êxtase”, é uma descrição da experiência subjetiva de Brâman. Essa experiência sublime, de pura e infinita consciência é um vislumbre da realidade definitiva.
Na escola de filosofia hindu Advaita Vedânta, uma pessoa que passa pela experiência de Brâman é chamada de jivanmukta.

## Etimologia
A descrição compreende três palavras em sânscrito - ‘’sat’’, ‘’chit’’ e ‘’ananda’’:
- sat सत् (particípio presente): "Verdade", "ser absoluto", "uma força palpável de virtude e verdade". Sat descreve uma essência que é pura e eterna, que nunca muda;
- cit चित् (substantivo): "consciência", "verdadeira consciência”, "estar consciente de", "entender", "compreender";
- ānanda आनन्द (substantivo): "êxtase", "verdadeiro êxtase", "felicidade”, "alegria", "deleite", "prazer".

"Sat-Chit-Ananda” é a palavra composta em sânscrito que pode ser traduzida de diversas formas:
- “Introspecção é a verdade feliz viva";
- "Consciência de Felicidade Eterna"
- "Consciência de Felicidade Absoluta"
- (adjetivo) "Composto de existência, pensamento e alegria".

## Interpretação

### Filosofia Vaishnava
Para os vaishnavas (devotos de Vishnu), saccidānanda está relacionada à Vaikuntha, casa de Vishnu.

### Filosofia Vedanta
A filosofia vedântica entende que saccidānanda é um sinônimo para os três atributos fundamentais de Brâman.

### Hinduísmo moderno
Na visão evolucionária da alma e do Universo de Sri Aurobindo, na qual saccidānanda é o principal termo, embora a alma seja encarnada em maya e sujeita ao espaço, matéria e tempo, ela mantém uma singularidade contínua com saccidānanda.
Aurobindo sustenta que existe um poder supremo, que é a primeira emanação da saccidānanda e pode ser invocada através da prática da yoga.